# منى حيدر
منى حيدر (من مواليد 18 مايو 1988) هي مغنية راب وشاعرة وناشطة حقوقية مسلمة أمريكية سورية، إشتهرت بأغنيتها الاحتجاجية «ألف حجابي» (Wrap My Hijab)، التي حصدت ملايين المشاهدات، ومن خلال نشاطها لمناهضة العنصرية ورهاب الاسلام.
اطلقت عام 2016 مبادرة «إسأل مسلم» برفقة زوجها سيباستيان روبنز في أعقاب تفجيرات باريس، والعام 2022 دخلا معاً مجال تلفزيون الواقع من خلال برنامجهما «رحلة الطريق العظيمة لعائلة مسلمة أمريكية» عبر شبكة PBS الامريكة.